# Hans Gerschwiler
Hans Gerschwiler, né le 21 juin 1920 et mort le 27 septembre 2017, est un patineur artistique suisse.

## Biographie

### Carrière sportive
Né en Suisse, Gerschwiler fait ses débuts en compétition internationale aux Championnats d'Europe de patinage artistique 1939 à Davos, en Suisse, où il termine 5e.
Entre 1939 et 1947, aucun compétition internationale de patinage n'est organisée, du fait de la Seconde Guerre mondiale. Gerschwiler habitait en Angleterre avec son oncle et coach Jacques Gerschwiler lorsque la guerre a éclaté. Lorsqu'on son oncle fut appelé à rentrer en Suisse, Hans Gerschwiler resta avec la famille de Cecilia Colledge, patineuse artistique anglaise et championne d'Europe en 1938-1939.
Durant la guerre, il travaille dans une usine et ne peut s'entraîner au patinage qu'une fois par semaine.
Après la fin de la guerre, Gerschwiler devient l'un des patineurs dominant de l'époque.
Il remporte les Championnats du monde de 1947 à Stockholm et les Championnats d'Europe. Il gagne également une médaille d'argent aux Jeux olympiques d'hiver de 1948 à St. Moritz et termine 2d des Championnats du monde à Davos, les deux fois derrière Dick Button. La même année, à Prague, il est vice-champion d'Europe. Il était alors entraîné par son oncle Arnold Gerschwiler.
Gerschwiler était considéré comme un bon patineur de libre, et l'un des meilleurs patineurs techniques du monde à l'époque. Il passe professionnel après les Jeux olympiques de 1948.
Jusqu'à ce que Stéphane Lambiel remporte son premier titre mondial en 2005, 58 ans après Gerschwiler, ce dernier était le seul homme suisse à avoir été champion du monde. Lambiel et lui sont les deux seuls patineurs suisses à avoir remporté une médaille d'argent aux Jeux olympiques. Le seul autre patineur suisse à avoir obtenu une médaille olympique était Georges Gautschi, avec une médaille de bronze en 1924.
Après le sacre de Lambiel en 2005, Gerschwiler lui a fait parvenir ses félicitations.

## Palmarès
| Compétitions                                                       | 1938 | 1939 | 1940 | 1941 | 1942 | 1943 | 1944 | 1945 | 1946 | 1947 | 1948 |
| Jeux olympiques d'hiver                                            |      |      | JA   |      |      |      | JA   |      |      |      | 2e   |
| Championnats du monde                                              |      |      | CA   | CA   | CA   | CA   | CA   | CA   | CA   | 1er  | 2e   |
| Championnats d’Europe                                              |      | 5e   | CA   | CA   | CA   | CA   | CA   | CA   | CA   | 1er  | 2e   |
| Championnats de Suisse                                             | 1er  | 1er  |      |      |      |      |      |      | 1er  | 1er  | 1er  |
| Légende : JA = Jeux olympiques annulés ; CA = Championnats annulés |      |      |      |      |      |      |      |      |      |      |      |